# Катастрофа на предприятии «Прогресс» (Кемерово)
Катастро́фа на предприя́тии «Прогре́сс» — крупная техногенная катастрофа в СССР. Произошла вечером 15 ноября 1983 года на предприятии ПО «Прогресс» в Кемерове. В результате выброса хлора, по официальным данным, погибло 26 человек и не менее 200 пострадало.

## Об аварии
Производственное объединение «Прогресс» было одним из крупнейших предприятий ВПК в Кемерове, производящим взрывчатые вещества. В советское время объединение насчитывало не менее 40 цехов. В связи с тем, что оно являлось производством повышенной опасности, на заводе было запрещено пользоваться стальным инструментом, также на предприятии было ограничено автомобильное движение, вместо него использовалось гужевое. В цехе № 2, который считался одним из самых безопасных на данном производстве, выпускали хлопковую целлюлозу для производства красок, нитролаков и пороха.
Для производства целлюлозы использовался жидкий хлор. Он доставлялся на предприятие в 60-тонных железнодорожных цистернах. По технике безопасности сцепка маневрового тепловоза и цистерн должна была производиться вручную, однако локомотивная бригада часто нарушала это правило, когда машинист тепловоза ударял на малой скорости своей сцепкой по сцепке цистерны.
15 ноября 1983 года около 20:00 по местному времени машинист точно так же пытался сходу присоединить к маневровому тепловозу порожнюю цистерну.
Однако после нескольких неудачных попыток цистерна начала самопроизвольное движение и, набрав скорость, на стрелке сошла с рельсов и корпусом автосцепки ударила стоящую на соседних путях цистерну, наполненную жидким хлором. В результате удара в цистерне образовалось отверстие диаметром около 20 сантиметров, через которое хлор начал выливаться наружу и испаряться. Поскольку газообразный хлор тяжелее воздуха, он начал распространяться по территории предприятия, а не уходить в атмосферу. В радиусе химического поражения оказались несколько производственных помещений, где в это время работали люди. Многие из них знали свойства хлора и догадались эвакуироваться на крыши или верхние этажи, куда хлорное облако не доходило.
В результате было поражено около 5000 квадратных метров, не менее 26 человек погибло и около 200 получило отравление парами хлора. По неофициальным данным, погибло не менее 30 человек.
Из воспоминаний Ирины Зайцевой, тогда учащейся 6-го класса одной из школ Кировского района:

Слышала, что причина аварии была связана с автосцепкой, что-то не так сделали, и автосцепкой пробило цистерну. Людей находили в душевых комнатах, которые были над цехами, так как хлор тянется по низу, и люди стремились вверх. Недалеко от проходной жил мой брат с семьёй, их готовили к эвакуации, но так как облако с хлором пошло вдоль реки в сторону села Верхотомского, эвакуацию отменили. Но многие попали в больницу с отравлением. Насчет того, чтобы кому-то выплатили компенсацию, не слышала. Очень хорошо помню гробы, которые стояли в актовом зале школы, это были семьи учеников, у которых погибли оба родителя. Тела были сине-зелёные, серьги, кольца золотые на покойных были тоже зелёного цвета. Дети рыдали, да и все рыдали, в то время люди были другими, добродушными, сочувствовали горю. Все семьи собирали деньги на похороны, кто сколько мог. Спустя годы я сама работала на заводе «Прогресс» и слышала, что бригада, в смену которой произошло ЧП, была пьяной, и что один из них опять работает на заводе. Я даже видела человека, про которого говорили, что он из той бригады, спрашивала, с каким чувством он теперь живёт. «С нормальным, — ответил он. — Это ж по пьянке было». Насколько я знаю, кому-то из них дали срок 5 лет. Вообще, всю эту историю в городе как-то быстро замяли, мне кажется, сверху пришло такое указание.

Медицинские бригады, которые были вызваны на предприятие, не имели специальных средств химической защиты. По дороге они скручивали марлевые маски, однако от паров хлора ни такие маски, ни обычные угольные противогазы не предохраняют. Первые бригады скорой, прибывшие на место, позднее сами были госпитализированы из-за отравления. Известие об аварии начало распространяться по городу, однако, к счастью горожан, хлорное облако не пошло на близлежащие жилые районы. Прибывшие пожарные расчёты «садили» облако через водяные распылители.

## Последствия
После аварии в цехе № 2 вместо жидкого хлора стали использовать гипохлорит натрия. Машинист и два составителя, допустившие аварию и сбежавшие с места происшествия, были приговорены к лишению свободы. Были лишены своих должностей директор предприятия и начальник цеха № 2.